# Cacoxénite
La cacoxénite est une espèce  minérale composée de phosphates hydratés de formule (Fe3+24Al[(OH)12|O6|(PO4)17] 17H2O). Cristaux hexagonaux allongés  sur {0001} regroupés en gerbe fibro-radiées pouvant atteindre 8 mm.

## Historique de la description et appellations

### Inventeur et  étymologie
Décrite par le minéralogiste Steinmann en 1825 sous le nom de Kacoxene.
Le mot Cacoxénite  provient du grec :
- κăκός pour mauvais et
- ζέυος pour  hôte ou invité parce que la teneur en phosphore de la cacoxénite diminue la qualité du fer fondu à partir de minerais en contenant.

### Topotype
Mine Hrbek, Svata Dobrotiva (St. Benigna), Bohème, Tchéquie.

### Synonymes
- cacoxène [5]
- kacoxène  [6]
- kacoxene[7]

- cacoxénite : peut désigner, à tort, un quartz (souvent améthyste) contenant des inclusions aciculaires de cacoxénite[8].

## Caractéristiques physico-chimiques

### Cristallographie
- Paramètres de la maille conventionnelle : a = 27.559, c = 10.655, Z = 3 ; V = 7008,27
- Densité calculée = 3,19

## Gîtes et gisements

### Gîtologie et minéraux associés
Minéral secondaire trouvé :
- Dans les zones oxydées des gisements de phosphates ;
- Dans  les pegmatites riches en phosphate.

Plus rarement :
- Dans les sédiments riches en fer et les sols (limonite).

Les minéraux qui lui sont souvent associés sont : béraunite, dufrénite, magnétite, limonite, quartz, rockbridgeite, strengite, wavellite.

### Gisements producteurs de spécimens remarquables
- Belgique
  - Salm-Château, Vielsalm, Stavelot Massif, Province de Luxembourg
- France
  - Carrière de la Lande Plumelin, Morbihan[9]
  - Fumade, Castelnau-de-Brassac, Tarn, Midi-Pyrénées[10],
- Tchéquie
  - Mine Hrbek, Svata Dobrotiva (St. Benigna), Bohème.

## Galerie

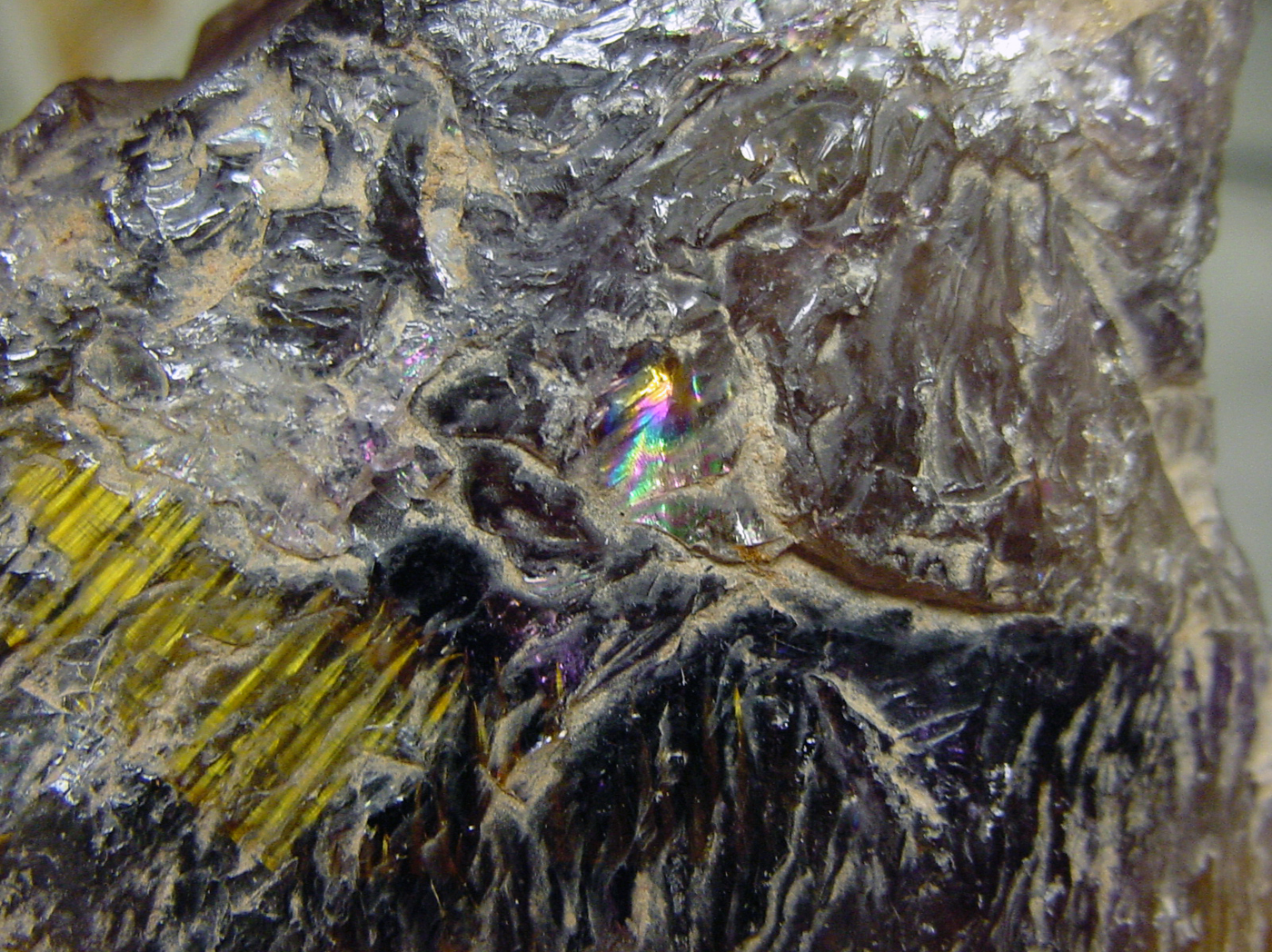
Cacoxénite en inclusion dans du quartz - Provo, Utah États-Unis
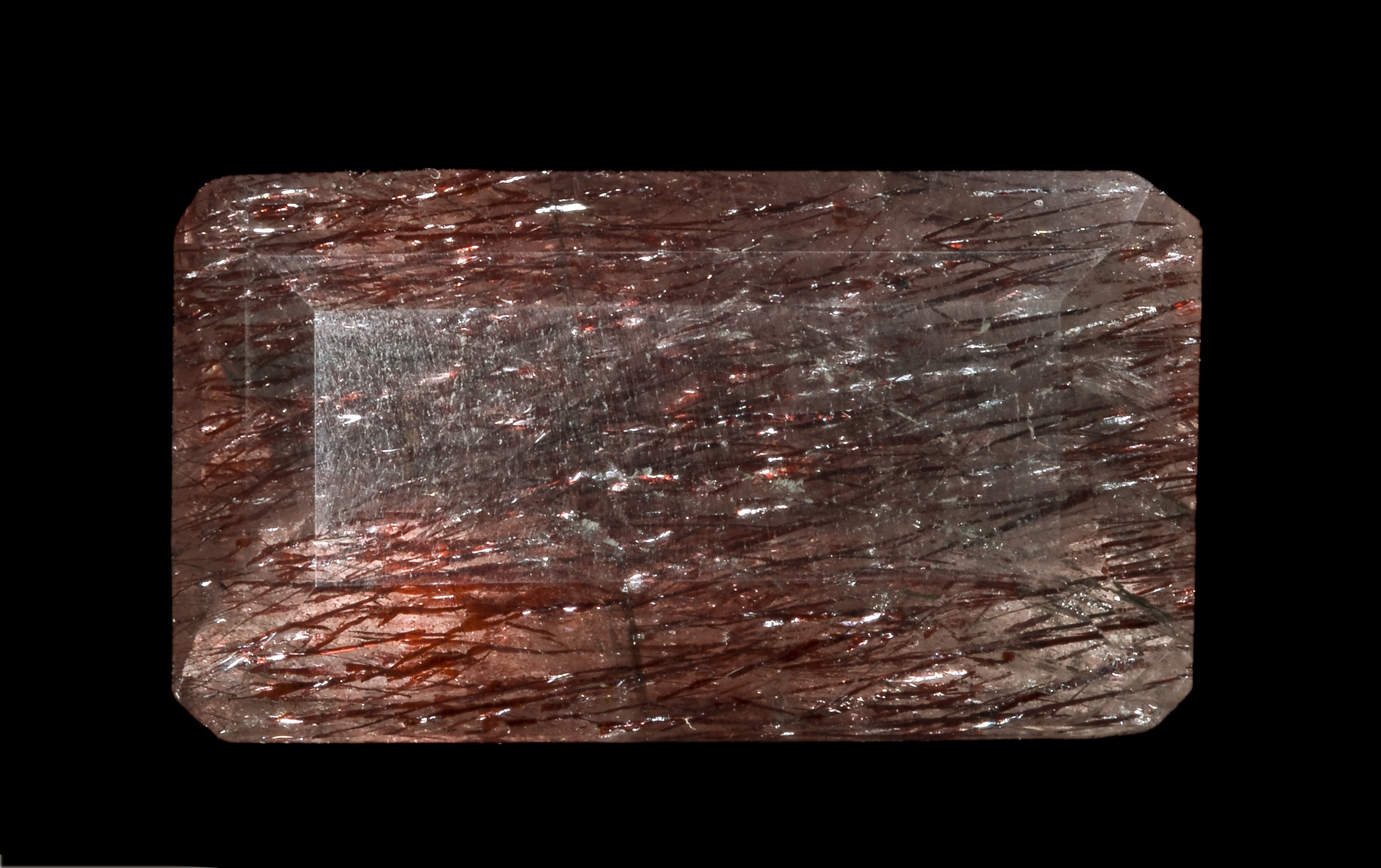
Quartz taillé à inclusions de cacoxénite - Brésil